# روکه مرکوری
روکه مرکوری (انگلیسی: Roque Mercury؛ زادهٔ ۸ سپتامبر ۱۹۳۸) بازیکن فوتبال، و سرمربی (فوتبال) اهل آرژانتین است.